# 曲钦岳
曲钦岳（1935年5月21日—），男，山东牟平人，中国天文学家、教育家，中国科学院院士，第三世界科学院院士，南京大学原校长。

## 生平
1935年5月生。曾先后就读于烟台经纶街小学、青岛九中、青岛一中。1953年考入南京大学天文学系，和李启斌、冯和生、汪珍如等人同学，师从戴文赛、叶彦谦、张钰哲等人。毕业后留校任教。1978年任南京大学天文系教授，后兼任系主任。1984年出任南京大学校长。

## 社会兼职
曾任中国天文学会理事长、国家攀登计划首席科学家、国务院学位委员会物理天文学评议组召集人、国家教育部理科教材编审委员会天文学组组长、国家教委直属高校咨询委员会副主席、中华全国青年联合会副主席、中国高教学会副理事长、江苏省高校教师高级职称评审委员会主任，南京市咨询委员会主任委员等职。

## 贡献
曲钦岳在中国最早从事高能天体物理的研究，在中子星、X射线源，γ射线源等领域取得系列研究成果，是中国高能天体物理学的先驱。
曲钦岳在当代中国教育史上占有重要地位，继匡亚明之后担任南京大学校长十余年，对南京大学的复兴做出了公认的杰出贡献，对中国现代高等教育的发展做出了许多探索和推进，在中国高等教育界享有声望。

## 奖项和荣誉
1986年获美国印第安那大学“有贡献的教育家”奖章与奖状。1990年被授予美国西顿·希尔学院名誉博士，1991年被授予美国列文斯顿大学名誉博士。1999年7月国际编号为3513号小行星被正式命名为“曲钦岳星”。

## 其他
- 1984年履新南大校长即在全校行政领导中达成共识：“我们的任期是有限的，而南大的事业是永恒的。我们要在有限的任期内尽最大努力去工作，以对南大的历史和未来负责”。而且身体力行。[來源請求]
- 1986年因学校未被列入国家重点建设高校引发南大学生示威抗议活动，曲钦岳先生平息南大学潮，默默地带领南大人在资金短缺的条件下发展，到1990年代南京大学在许多最重要的指标上跃居中国大陆榜首，而反映学校质量水平的人均指标更是多年位居全国第一。[來源請求]
- 在1989年六四事件中，全力保护学生。[來源請求]
- 广受师生敬重。至今在南京大学，每有曲钦岳老校长出席的场合，往往掌声如潮。[來源請求]

## 主要著作
- 《高能天体的研究》
- 《超新星遗迹和中子星的研究》
- 《普通天文学教程》
- 《恒星大气物理》
- 《大学的使命与目标》
- 《曲钦岳教育文选》